# 韩惠卿
韩惠卿（1907年—1999年10月15日），女，浙江萧山人，中国丝绸专家，曾任西南农业大学教授，第三届全国人大代表，第五、六届全国政协委员。